# علم اليونان
علم اليونان مكون من 9 شرائط أفقية من ألوان الأبيض والأزرق من الأعلى يبدأ بالأزرق بالإضافة لكانتون أزرق بداخله صليب أبيض من جهة سارية العلم. الصليب يرمز للمسيحية الأرثوذكسية اليونانية، أما الشرائط التسع فترمز إلى عدد مقاطع الجملة اليونانية: "Ελευθερία ή Θάνατος" = «الحرية أو الموت» حسب التفسير الشعبي، حسب نظريات أخرى فإن 9 هو عدد إلهات الإلهام، و5 شرائط زرقاء عدد ألهات الفن والحضارة. الألوان تفسر لون السماء والبحر الأبيض المتوسط (الأزرق) متجانس مع لون الغيوم والأمواج (الأبيض) الوان تقليدية مستعملة في البيوت والملابس التقيلدية. تبني العلم عام 1978.